# 枻出版社
枻出版社（エイ出版社、えいしゅっぱんしゃ）は、東京都世田谷区玉川台2丁目に本社を置く日本の出版社。シンボルマークは木と地球の絵を並べたもの（「枻」の字の図案化）。月刊誌の他はムックが多かった。2021年2月に民事再生法の適用を申請し、その直前から刊行していた雑誌類の多くが他の出版社に譲渡された。

## 沿革
- 1973年 - 東京都港区虎ノ門に資本金200万円で本社設立[1]。
- 1983年 - ライダースクラブ事業部を株式会社ライダースクラブとして分離設立[1]。
- 1995年 - 本社を世田谷区玉川台に移転[1]。
- 1996年 - 資本金を2,000万円に増資[1]。
- 1998年 - 資本金を4,000万円に増資[1]。
- 2000年 - 資本金を7,000万円に増資[1]。事業体制強化のため、株式会社ライダースクラブと株式会社東邦出版社を合併。存続会社を枻出版社とする[1]。
- 2001年 - 資本金を1億円に増資[1]。
- 2002年 - 東京・自由が丘に飲食店「パームスカフェ自由が丘」を開店。
- 2004年
  - 沖縄スタイル編集部を株式会社沖縄スタイルとして分離設立。
  - 北欧中古家具専門店「スカンジナビアン・ファニチャーサービス」をオープン。
- 2005年
  - 東京・用賀に飲食店「カフェ&ダイニング用賀倶楽部」をオープン。
  - 本社を世田谷区用賀に移転。
- 2006年 - ネット事業部を株式会社サイドリバーとして分離設立。
- 2007年
  - 代表取締役社長に角謙二が就任[1]。
  - 台湾に樂活文化事業股份有限公司を設立[1]。
- 2008年
  - 東京・碑文谷に飲食店「碑文谷テラス」を出店。
  - 株式会社サイドリバーを吸収、枻出版社サイドリバー事業部とする。
- 2018年
  - ディスカバー・ジャパン事業部門を、株式会社ディスカバー・ジャパンに事業譲渡[2]。
- 2020年 - 有限会社ワキに「ESダイアリー」を譲渡[3]。
- 2021年
  - 2月5日、枻出版社の一部の出版事業、及びピークスの全事業を株式会社ドリームインキュベータが設立した（新）ピークスに譲渡[4][5]。
  - 2月9日、東京地方裁判所に民事再生法の適用を申請し[6][7]、同日、保全・監督命令を受けた。負債57億8800万円[8][9]。
  - 2月10日、「RIDERS CLUB」などオートバイ雑誌3誌を実業之日本社へ譲渡する契約を締結[10]。
  - 2月11日、「ライトニング」などの一部出版物並びに「グリル＆ダイニング 用賀倶楽部」などの飲食店事業を株式会社ヘリテージへ譲渡する契約を締結[11]。
  - 3月19日、関連会社であった玉川台管財（旧社名：ピークス（旧社））が東京地方裁判所から破産手続開始決定を受ける[12]。
  - 6月1日、「世田谷ライフmagazine」「湘南スタイルmagazine」「RETRIEVER」「ハワイスタイル」など定期誌並びに、実用書籍など一部の出版事業を、株式会社EDITORSに譲渡[13]。

## 主な定期刊行物

### 刊行中の主な雑誌・ムック
- GXRパーフェクトマニュアル
- DUCATI MAGAZINE
- BMW BOXER Journal
- HONDA BIKES
- Sportster Custom Book
- RC WORLD
- 湘南スタイル
- つくばスタイル
- 田園都市生活
- 世田谷ライフマガジン
- ハワイスタイル
- Yogini
- RETRIEVER
- ステーショナリーマガジン
- The Sound of Singles SR
- CAMERA magazine
- 写ガール
- 楽園ゴルフ

### 他社へ譲渡された雑誌
実業之日本社とヘリテージへは東京地方裁判所の許可が得られ次第譲渡される予定。

#### 新・ピークスへ譲渡
- PEAKS
- BiCYCLE CLUB
- NALU
- ランドネ
- EVEN
- フィールドライフ
- RUNING Style
- SALT WORLD
- flick! digital（ウェブ配信雑誌）
- サーフトリップジャーナル

ほか

#### 実業之日本社へ譲渡
- RIDERS CLUB
- CLUB HARLEY
- BikeJIN/培倶人

#### ヘリテージへ譲渡
- ライトニング
- 2nd
- CLUTCH Magazine
- 趣味の文具箱
- Preppy
- Men's preppy
- カリフォルニアスタイル

#### 株式会社ディスカバー・ジャパンへ譲渡
- Discover Japan[2]

### 休刊・廃刊の主な雑誌・ムック
- WindSurfer（1999年 - 2009年）[15]
- 枻 将棋讃歌（1976年 - 1983年）
- everblue（2003年 - 2011年）[16]
- 沖縄スタイル（2004年 - 2009年）[17]
- カヌーライフ（2008年 - 2012年）[18]
- コーラルフィッシュ（2005年 - 2011年）[19]
- 東京生活（2004年 - 2008年）[20][21]
- トップ堂（2001年 - 2014年）[22][23]
- BASS WORLD（1996年 - 2014年）[24][25]
- BANZAI（2000年 - 2001年）[26]
- Vintage Guitar（2000年 - 2005年）[27]
- flick!（2002年 - 2013年）[28][29]
- 北欧スタイル（2002年 - 2013年）[30][31]
- ミニカーファン（2003年 - 2010年）[32]
- RC AIR WORLD（1998年 - 2013年）[33]
- REAL DESIGN（2006年 - 2012年）[34][35]
- ロードバイクライフ（2005年 - 2011年）[36]
- WILDERNESS（2013年 - 2017年）

## 不祥事
2015年10月、同社がエッセイストの葉石かおり著の書籍『うまい日本酒の選び方』の内容の一部を、同氏の許諾を得ずに再編集・流用し、別のムック『日本酒入門』として発売していたことが判明した。その後同社は『日本酒入門』を全冊回収し、また同年12月9日には全国4紙に謝罪広告を掲載したことで、同氏と和解した。

## 関連会社
- ピークス株式会社（デザイン・編集・広告企画制作等）
- 株式会社沖縄スタイル（雑誌及び書籍の編集・広告営業）

## 関連する人物
- 根本健